# Olympische Sommerspiele 1992/Teilnehmer (Uruguay)
| Gelbes Symbol für Goldmedaillen mit stilisierten Olympischen Ringen | Graues Symbol für Silbermedaillen mit stilisierten Olympischen Ringen | Braundes Symbol für Bronzemedaillen mit stilisierten Olympischen Ringen |
| ------------------------------------------------------------------- | --------------------------------------------------------------------- | ----------------------------------------------------------------------- |
| —                                                                   | —                                                                     | —                                                                       |

Uruguay nahm an den Olympischen Sommerspielen 1992 in Barcelona, Spanien, mit einer Delegation von 16 Sportlern (allesamt Männer) teil.
Die uruguayische Delegation stand unter dem Vorsitz von Julio C. Maglione. Chef de Mission war, wie bereits bei den Olympischen Spielen 1972 in München Rubén Orozco. Eduardo Rienzi fungierte als Arzt der Delegation, die ehemalige Schwimmerin Susana Saxlund wirkte als Delegationssekretärin. Zusätzlich zu den 16 teilnehmenden Athleten bildeten sechs weitere, am olympischen Pelota-Schaukampf beteiligte Sportler das uruguayische Team.

## Flaggenträger
Der Segler Ricardo Fabini trug die Flagge Uruguays während der Eröffnungsfeier.

## Teilnehmer nach Sportarten

### Boxen
- Jorge Porley
Leichtmittelgewicht: 17. Platz

- Luis Méndez
Mittelgewicht: 17. Platz

### Gewichtheben
- Sergio Lafuente
Leichtschwergewicht: 26. Platz

### Judo
- Jorge Steffano
Halbleichtgewicht: 20. Platz

### Kanu
- Enrique Leite
Einer-Kajak, 500 Meter: Viertelfinale
Einer-Kajak, 1000 Meter: Viertelfinale

### Leichtathletik
- Nelson Zamora
Marathon: 54. Platz

- Ricardo Vera
3000 Meter Hindernis: 12. Platz

### Moderner Fünfkampf
- Daniel Pereyra
Einzel: 66. Platz

### Radsport
- Federico Moreira
Straßenrennen, Einzel: 50. Platz

- Sergio Tesitore
Straßenrennen, Einzel: 74. Platz

### Rudern
- Jesús Posse
Einer: 18. Platz

### Schießen
- Fernando Richeri
Luftpistole: 44. Platz

### Schwimmen
- Gustavo Gorriarán
100 Meter Brust: 40. Platz
200 Meter Brust: 30. Platz

### Segeln
- Luis Chiapparro
Soling: 16. Platz

- Nicolás Parodi
Soling: 16. Platz

- Ricardo Fabini
Soling: 16. Platz